# Balon
|  | Per a altres significats, vegeu «Baloň». |

Balon (en francès Ballons) és un municipi del departament de la Droma (França), a la regió d'Alvèrnia-Roine-Alps. El 2021 tenia 90 habitants.